# Tachylalia
Tachylalia – objaw chorobowy przejawiający się nieprawidłowo szybkim tempem mówienia. Wypowiadane jest 20-30 głosek na sekundę, często opuszczane lub przestawiane są niektóre sylaby. Mowa jest niewyraźna i niezrozumiała. 